# Culto imperial
O culto imperial foi introduzido em Roma no início do principado de Augusto e teve uma grande importância no processo de centralização do poder e unificação do Império Romano, expandindo-se rapidamente por todas as províncias.
Um imperador falecido considerado digno de honra podia se tornar uma divindade do Estado romano (divus) através de uma cerimônia de apoteose concedida pelo Senado. A concessão da apoteose servia de julgamento sobre as ações dos governantes imperiais, da qual eram excluídos imperadores impopulares ou considerados indignos.

## Antecedentes
Nas últimas décadas da República Romana, seus líderes vinham assumindo regularmente poderes extra-legais por conta das sucessivas guerras civis, como a Segunda Guerra Civil da República de Roma. Após sua vitória na batalha de Munda, Júlio César tornou-se ditador perpétuo de Roma e adotou uma série de atitudes que levantaram suspeitas a respeito de suas intenções e levaram ao seu brutal assassinato em 44 a.C. Após sua morte, César foi o primeiro romano a se tornar oficialmente um deus, sendo aclamado pela multidão e reconhecido pelo Senado como Divino Júlio (divus Julius). O jovem herdeiro de César, Otaviano, realizou a cerimônia de apoteose de seu pai adotivo em 40 a.C. Marco Antônio assumiu seu compromisso como flâmine (sacerdote) do Divino Júlio. Porém, a lealdade de Antônio a seu falecido patrono não se estendeu ao herdeiro de César e os dois se enfrentaram numa guerra civil que culminou com a vitória de Otaviano na batalha de Áccio em 31 a.C.

## A transição da República para o Principado
Nos anos subsequentes à vitória em Áccio, uma das grandes preocupações de Otaviano era criar uma forma de governo em que o poder permanecesse concentrado em suas mãos sem que a ordem republicana tradicional fosse formalmente modificada. Temendo ter o mesmo fim de Júlio César, recusou os poderes ditatoriais que lhe foram oferecidos pelo Senado e procurou centralizar o poder de forma gradual, acumulando títulos e cargos que dessem fundamento legal ao seu domínio político. Segundo o historiador Werner Eck, devido a esta não alteração dos princípios básicos da ordem republicana, os senadores viam Augusto como um deles. Em outras palavras, "Augusto restaura a velha república sob seu nome". Em 27 a.C., ele foi agraciado com o título de príncipe (princeps; "primeiro cidadão"), o que demonstra o propósito de se conservar a essência da república, pelo menos simbolicamente. Ao legitimar seu poder político no Império Romano, o príncipe iniciou diversas reformas institucionais, incluindo um resgate de aspectos tradicionais da religião.

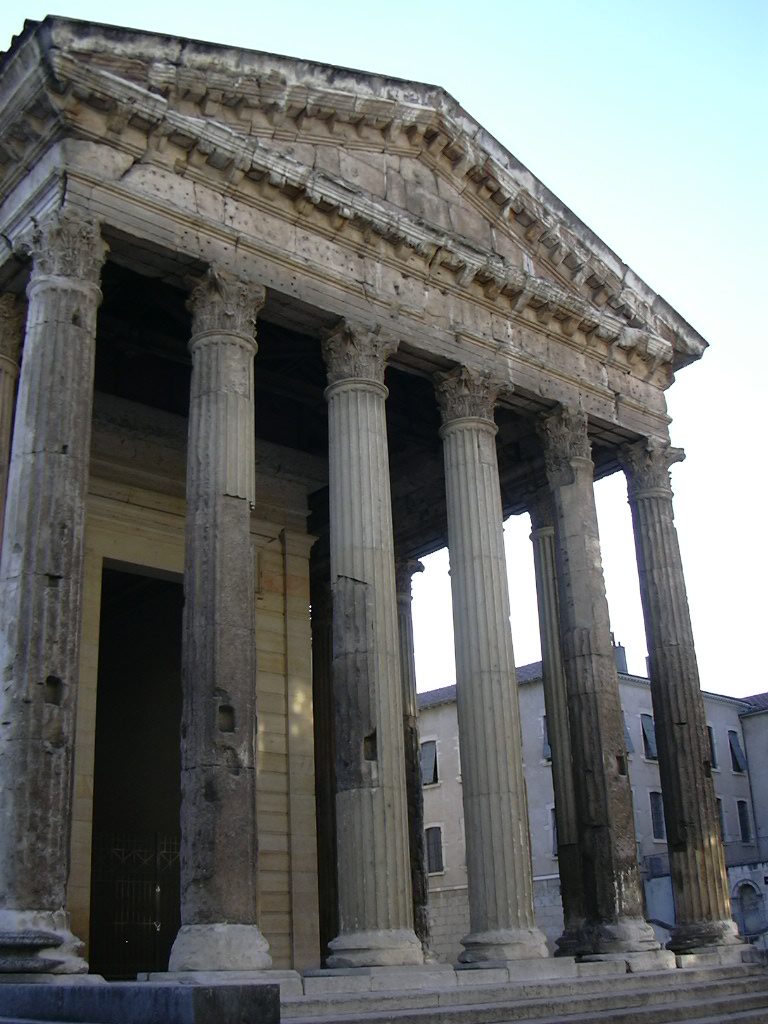
Fachada do templo romano originalmente dedicado a Augusto - França.

## Fundamentos do culto imperial
Uma vez no poder, Augusto implementou uma série de leis que visavam regular hábitos e costumes da sociedade romana em relação ao casamento e ao adultério. O objetivo desta legislação era restaurar os "padrões tradicionais de moralidade" em Roma e promover a unidade familiar dos nobres. Assim, Augusto tornou-se o árbitro moral de todas as famílias romanas, desempenhando o papel que coube tradicionalmente ao pater familias nas famílias individuais. Enquanto o pater familias atuava como juiz em assuntos da casa, Augusto tinha poder, através de seu poder tribunício (tribunicia potestas de 23 a.C. e seu poder censorial (censoria potestas) de 19 a.C., para ditar e aplicar a legislação moral em todo o mundo romano. Além disso, ele promoveu os valores religiosos tradicionais da república, restaurando templos, recriando sacerdócios antigos e revivendo antigas cerimônias religiosas. Assim como o pater familias serviu como líder da família no cumprimento dos deveres religiosos, Augusto como pontífice máximo (pontifex maximus) (12 a.C.) assumiu o comando das práticas religiosas do Estado.
Finalmente, em 2 a.C., Augusto recebeu o título de pai da pátria (pater patriae), que confirmava a sua autoridade de pai sobre a sociedade romana e teve grande importância no desenvolvimento do culto imperial. É em decorrência desta manifestação de poder que o culto ao imperador surgiu como a forma mais plena da dominação política, social e religiosa do príncipe sobre a população do Império Romano. Entretanto, o culto não era direcionado à pessoa do imperador em si, mas à sua essência divina (numen), o que o colocava como um ser mortal (divinizado apenas após a sua morte pela cerimônia da apoteose) e o diferenciava dos demais deuses e entidades que constituíam a crença religiosa dos romanos.

## O culto imperial entre os gregos

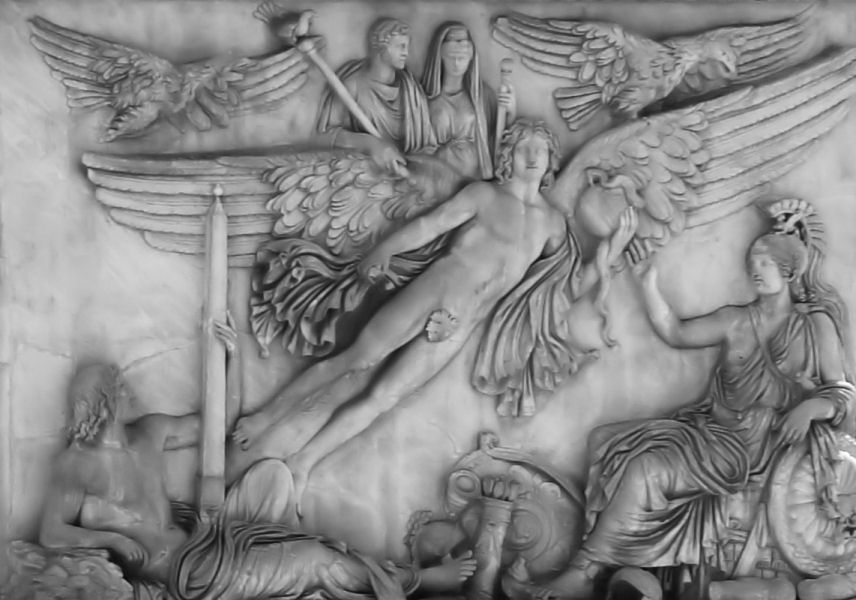
Apoteose de Antonino Pio - Museus Vaticanos.

Segundo o historiador Simon Price, a prática do culto imperial entre os gregos da Ásia Menor era uma forma de demonstrar sua lealdade perante Roma. As cidades gregas, com seus ideais de autonomia e liberdade, teriam encontrado na classificação do governante em termos divinos, no período helenístico um disfarce para a novidade das monarquias, colocando o culto ao imperador no âmbito dos cultos tradicionais dos deuses. Se em Roma a apoteose do imperador ocorria apenas após sua morte, no mundo grego, por outro lado, o impulso inicial do culto estava na figura do imperador reinante, que poderia ser chamado de theos (deus) ainda em sua vida. Não houve ritual público no mundo grego para marcar o funeral de um imperador – que era um ritual importante em Roma – e em consequência, houve discrepância considerável entre a lista oficial de divi romanos e os destinatários dos cultos no Oriente grego.

## Declínio do culto imperial
O culto imperial foi um dos factores da centralização e de unificação do Império Romano, encontrando resistências no Cristianismo, que por isso não foi aceite na sua fase inicial. Muitos cristãos foram perseguidos nos séculos II e III.